# Sundasciurus altitudinis
Sundasciurus altitudinis — вид гризунів родини Sciuridae. Спочатку його описували як підвид Sundasciurus tenuis. Проживає у високогірних районах острова Суматра між 488 та 2530 метрами.

## Спосіб життя
Дуже мало інформації доступно про спосіб S. altitudinis. Вона мешкає в густих тропічних лісах, на всіх рівнях рослинності, від кущів до високих дерев. Харчується переважно жолудеподібними горіхами.

## Характеристики
S. altitudinis досягає довжини тіла приблизно 15,0 сантиметрів, а її хвіст приблизно 11,5 сантиметра завдовжки. Її зовнішній вигляд схожий на зовнішній вигляд Sundasciurus tenuis, але хутро значно довше. Крім того, її руки та ноги більш жовтуваті, а низ тіла сірого кольору.